# Antonio Lorenzo
Antonio Lorenzo, né le 2 juillet 1952 à Salvaterra de Miño, est un footballeur espagnol reconverti entraîneur.

## Biographie
Antonio Lorenzo signe sa première licence à 15 ans à Montbazon pour jouer ensuite à Saint-Cyr-sur-Loire et Saint-Pierre-des-Corps. Son entraineur le propose ensuite au FC Bourges en 2e division. Mais le club du Cher possède déjà deux étrangers et n'a pas le droit à plus. Il est alors mis en relation avec l'AAJ Blois de Jean-Louis Coustillet. La première saison est synonyme de descente en D3 mais le club remonte trois ans plus tard. Lorsque l'AAJ Blois est relégué en D3 en 1982, le club nomme Antonio entraîneur-joueur, à 30 ans, lui qui est déjà capitaine de l'équipe.
Antonio Lorenzo s’intéresse tôt au coaching et passe le BEES 1er degré. Il passe par la suite le DES (Diplôme d’Etat Supérieur). Il est entraineur-joueur durant deux années à Blois et part ensuite à Beaugency en DH. Il y reste 7 ans où Reynald Pedros passe notamment sous ses ordres alors qu’il est U12. Puis, il fait monter l'équipe en 4e division (CFA). Avant de prendre la gestion de l'équipe réserve de l'AAJB en 1er division départementale. Peu de temps après, il arrête pour poursuivre seulement avec les jeunes.
Il est présent en tant que directeur sportif au début du Blois Foot 41. Sa tâche est d’identifier des joueurs susceptibles de faire partie du projet pour monter en CFA. Il côtoie Aly Cissokho et Ahmed Kantari avant qu'ils deviennent joueurs professionnels.
Par la suite, il devient recruteur dans la région Centre pour l'AJ Auxerre pendant cinq ans. Il intègre aussi le District départemental de football du Loir-et-Cher et la Ligue du Centre de football.